# Hermann Spix
Hermann Spix (* 23. Mai 1946 in Düsseldorf) ist ein deutscher Schriftsteller.

## Leben
Hermann Spix wuchs am Niederrhein, in Düsseldorf und in Mettmann auf. Nach dem Abitur studierte er an deutschen und britischen Hochschulen Pädagogik, Germanistik und Geschichte. Anschließend war er bis 1995 Lehrer an einer Hauptschule in Neuss; daneben entstanden literarische Werke. Spix, der lange Zeit in Kaarst-Büttgen ansässig war, lebt heute in Neuwied (Stand: März 2025).
Spix ist Verfasser von Romanen, Erzählungen, Hörfunk-Features und sozialgeschichtlichen Darstellungen. Er ist Mitglied des Verbandes Deutscher Schriftsteller und des Werkkreises „Literatur der Arbeitswelt“. 1975 erhielt er ein Arbeitsstipendium des Landes Nordrhein-Westfalen, 1978 ein Reisestipendium des Auswärtigen Amtes für Ägypten, 1994–1998 ein Stipendium der Sparkassenstiftung zur „Förderung Rheinischen Kulturguts“, der Stadtsparkasse Kaarst-Büttgen und der Stadt Kaarst für das Projekt „Die Leute vom Tuppenhof“ und 2004 ein Reisestipendium des Auswärtigen Amtes für Kopenhagen.

## Werke
- Undurchsichtige Durchsichtigkeiten, Mettmann 1970
- Bilderbuch, Mettmann 1973
- Elephteria oder Die Reise ins Paradies, Frankfurt am Main 1975
- Landfriedensbruch, Dortmund/Köln 1987
- Geschichte aus dem Futtertrog, Westdeutscher Rundfunk (WDR), Köln 1990
- Fluchten-Erinnerung an den Schriftsteller Josef Ippers, Westdeutscher Rundfunk (WDR), Köln  1991
- Ne Blockflöte fürn Groschen, Norddeutscher Rundfunk (NDR), Kiel 1992
- Das Archiv Tuppenhof, Köln 1999
- Die Leute vom Tuppenhof, Essen 2004
- Schutzmann Anno '45, Westdeutscher Rundfunk (WDR), Köln 2005
- MATERIALIEN zu Die Leute vom Tuppenhof, Essen 2005
- „Ich will in viele Leben schlüpfen“ – Annäherung an den Schriftsteller Josef Ippers, Biographie, Damwerth-Verlag, Münster 2012